# Depressio Hellespontica
Depressio Hellespontica és una característica d'albedo a la superfície de Mart, localitzada amb el sistema de coordenades planetocèntriques a -59.71 ° latitud N i 20 ° longitud E. El nom va ser aprovat per la UAI l'any 1958 i fa referència a ladepressió dels Hel·lespont, depressió al sud-oest dels Dardanels.